# Marie Alvequin
Marie Alvequin née en 1566 et morte le 25 janvier 1648  à Paris est une religieuse à Montmartre puis réformatrice et supérieure des filles pénitentes à Paris.
En 1616, accompagnée de sept religieuses de Montmartre, parmi lesquelles se trouvait Adrienne Colbert, tante du futur ministre, elle quitte l'abbaye  de Montmartre pour aller réformer les Augustines pénitentes de Paris qui habitaient depuis 1572 le monastère de Saint-Magloire.